# 75. BAFTA-gála
A 75. BAFTA-gálát 2022. március 13-án tartotta meg a Brit Film- és Televíziós Akadémia a londoni Royal Albert Hallban, amelynek keretében kiosztották az akadémia filmdíjait az Egyesült Királyságban 2021-ben bemutatott és az akadémia tagjai által legjobbnak tartott filmek és alkotóik részére. A rendezvény házigazdája Rebel Wilson ausztrál stand-up komikus, színésznő volt.
A közönség szavazata alapján kiosztandó EE Rising Star Award-ra jelöltek listáját a BAFTA 2022. február 1-jén tette közzé.
Az egyes kategóriák jelöltjeinek végleges névsorát 2022. február 3-án hozták nyilvánosságra. A legtöbb, 11 jelölést a kanadai Denis Villeneuve Dűne című sci-fi filmje kapta, amelyet az új-zélandi Jane Campion western-filmdrámája, A kutya karmai közt követett nyolc, valamint a brit Kenneth Branagh Belfast című történelmi filmdrámája hat jelöléssel. A díjak kiosztásában a papírforma érvényesült: a Düne öt, főleg technikai vonatkozású díjat nyert (a legjobb operatőr, filmzene, hang, díszlet és vizuális effektek), Jane campion vehette át a két legfontosabb díjat (legjobb film és legjobb rendező), míg a Belfast lett a legjobb brit film. Mellettük a siket felnőttek gyermekéről szóló CODA kapott két díjat, a többi elismerésen egy-egy alkotás osztozott.

## A BAFTA filmdíjai

### Díjazottak és jelöltek
A nyertesek a táblázat első sorában, félkövérrel vannak jelölve.
| Legjobb film | Legjobb rendező |
| --- | --- |
| - A kutya karmai közt - Belfast - Dűne - Licorice Pizza - Ne nézz fel! | - Jane Campion – A kutya karmai közt - Paul Thomas Anderson – Licorice Pizza - Audrey Diwan – Esemény - Julia Ducournau – Titán - Hamagucsi Rjúszuke – Vezess helyettem - Aleem Khan – Szerelem után |
| Legjobb férfi főszereplő | Legjobb női főszereplő |
| - Will Smith – Richard király mint Richard Williams - Adeel Akhtar – Ali & Ava mint Ali - Mahershala Ali – Hattyúdal mint Cameron Turner - Benedict Cumberbatch – A kutya karmai közt mint Phil Burbank - Leonardo DiCaprio – Ne nézz fel! mint Dr. Randall Mindy - Stephen Graham – Forráspont mint Andy Jones | - Joanna Scanlan – Szerelem után mint Mary - Lady Gaga – A Gucci-ház mint Patrizia Reggiani - Alana Haim – Licorice Pizza mint Alana Kane - Emilia Jones – CODA mint Ruby Rossi - Renate Reinsve – A világ legrosszabb embere mint Julie - Tessa Thompson – A látszat ára mint Irene "Reenie" Redfield |
| Legjobb férfi mellékszereplő | Legjobb női mellékszereplő |
| - Troy Kotsur – CODA mint Frank Rossi - Mike Faist – West Side Story mint Riff - Ciarán Hinds – Belfast mint Pop - Woody Norman – C'mon C'mon – Az élet megy tovább mint Jesse - Jesse Plemons – A kutya karmai közt mint George Burbank - Kodi Smit-McPhee – A kutya karmai közt mint Peter Gordon | - Ariana DeBose – West Side Story mint Anita - Caitríona Balfe – Belfast mint Ma - Jessie Buckley – Az elveszett lány mint a fiatal Leda Caruso - Ann Dowd – Mass mint Linda - Aunjanue Ellis – Richard király mint Oracene Price - Ruth Negga – A látszat ára mint Clare Bellew |
| Legjobb eredeti forgatókönyv | Legjobb adaptált forgatókönyv |
| - Licorice Pizza – Paul Thomas Anderson - Az élet Ricardóéknál – Aaron Sorkin - Belfast – Kenneth Branagh - Ne nézz fel! – Adam McKay és David Sirota - Richard király – Zach Baylin | - CODA – Sian Heder - A kutya karmai közt – Jane Campion - Az elveszett lány – Maggie Gyllenhaal - Vezess helyettem – Hamagucsi Rjúszuke és Oe Takamasza - Dűne – Jon Spaihts, Denis Villeneuve és Eric Roth |
| Legjobb operatőr | Legjobb debütálás (brit forgatókönyvíró, filmrendező vagy producer) |
| - Dűne – Greig Fraser - Rémálmok sikátora – Dan Laustsen - Nincs idő meghalni – Linus Sandgren - A kutya karmai közt – Ari Wegner - Macbeth tragédiája – Bruno Delbonnel | - A vadnyugat törvényei szerint – Jeymes Samuel (forgatókönyvíró, rendező) - A látszat ára – Rebecca Hall (forgatókönyvíró, rendező) - Forráspont – James Cummings (forgatókönyvíró) és Hester Ruoff (producer) - Keyboard Fantasies – Posy Dixon (forgatókönyvíró, rendező) és Liv Proctor (producer) - Szerelem után – Aleem Khan (forgatókönyvíró, rendező)                                                                     |
| Kiemelkedő brit film | Legjobb dokumentumfilm |
| - Belfast – Kenneth Branagh, Laura Berwick, Becca Kovacik és Tamar Thomas - A Gucci-ház – Ridley Scott, Mark Huffam, Giannina Facio, Kevin J. Walsh, Roberto Bentivegna és Becky Johnston - A látszat ára – Rebecca Hall, Margot Hand, Nina Yang Bongiovi és Forest Whitaker - Ali & Ava – Clio Barnard és Tracy O’Riordan - Forráspont – Philip Barantini, Bart Ruspoli, Hester Ruoff és James Cummings - Cyrano – Joe Wright, Tim Bevan, Eric Fellner, Guy Heeley és Erica Schmidt - Mindenki Jamie-ről beszél – Jonathan Butterell, Peter Carlton, Mark Herbert és Tom MacRae - Nincs idő meghalni – Cary Joji Fukunaga, Barbara Broccoli, Michael G. Wilson, Neal Purvis, Robert Wade és Phoebe Waller-Bridge - Szerelem után – Aleem Khan és Matthieu de Braconier - Utolsó éjszaka a Sohóban – Edgar Wright, Tim Bevan, Eric Fellner, Nira Park és Krysty Wilson-Cairns | - A lélek nyaral – Ahmir "Questlove" Thompson, David Dinerstein, Robert Fyvolent és Joseph Patel - Becoming Cousteau – Liz Garbus és Dan Cogan - Cow – Andrea Arnold és Kat Mansoor - Menekülés – Jonas Poher Rasmussen és Monica Hellström - The Rescue – Elizabeth Chai Vasarhelyi, Jimmy Chin, John Battsek és P. J. van Sandwijk                                                                                               |
| Legjobb filmzene | Legjobb hang |
| - Dűne – Hans Zimmer - A Francia Kiadás – Alexandre Desplat - A kutya karmai közt – Jonny Greenwood - Az élet Ricardóéknál – Daniel Pemberton - Ne nézz fel! – Nicholas Britell | - Dűne – Mac Ruth, Mark Mangini, Doug Hemphill, Theo Green és Ron Bartlett - Hang nélkül 2. – Erik Aadahl, Michael Barosky, Brandon Proctor és Ethan Van der Ryn - Nincs idő meghalni – James Harrison, Simon Hayes, Paul Massey, Oliver Tarney és Mark Taylor - Utolsó éjszaka a Sohóban – Colin Nicolson, Julian Slater, Tim Cavagin és Dan Morgan - West Side Story – Brian Chumney, Tod Maitland, Andy Nelson és Gary Rydstrom |
| Legjobb díszlet | Legjobb vizuális effektek |
| - Dűne – Patrice Vermette és Sipos Zsuzsanna - A Francia Kiadás – Adam Stockhausen és Rena DeAngelo - Cyrano – Sarah Greenwood és Katie Spencer - Rémálmok sikátora – Tamara Deverell és Shane Vieau - West Side Story – Adam Stockhausen és Rena DeAngelo | - Dűne – Brian Connor, Paul Lambert, Tristan Myles és Gerd Nefzer - Free Guy – Swen Gillberg, Brian Grill, Nikos Kalaitzidis és Daniel Sudick - Mátrix: Feltámadások – Tom Debenham, Huw J Evans, Dan Glass és J. D. Schwalm - Nincs idő meghalni – Mark Bokowski, Chris Corbould, Joel Green and Charlie Noble - Szellemirtók – Az örökség – Aharon Bourland, Sheena Duggal, Pier Lefebvre és Alessandro Ongaro                   |
| Legjobb jelmeztervezés | Legjobb smink |
| - Szörnyella – Jenny Beavan - A Francia Kiadás – Milena Canonero - Cyrano Massimo Cantini Parrini - Dűne – Robert Morgan és Jacqueline West - Rémálmok sikátora – Luis Sequeira | - Tammy Faye szemei – Linda Dowds, Stephanie Ingram és Justin Raleigh - A Gucci-ház – Frederic Aspiras, Jana Carboni, Giuliano Mariano és Sarah Nicole Tanno - Cyrano – Alessandro Bertolazzi és Siân Miller - Dűne – Love Larson és Donald Mowat - Szörnyella – Nadia Stacey és Naomi Donne |
| Legjobb vágás | Legjobb nem angol nyelvű film |
| - Nincs idő meghalni – Tom Cross és Elliot Graham - A lélek nyara – Joshua L. Pearson - Belfast – Úna Ní Dhonghaíle - Dűne – Joe Walker - Licorice Pizza – Andy Jurgensen | - Vezess helyettem – Hamagucsi Rjúszuke és Jamamoto Teruhisza - A világ legrosszabb embere – Joachim Trier és Thomas Robsahm - Isten keze – Paolo Sorrentino és Lorenzo Mieli - Párhuzamos anyák – Pedro Almodóvar és Agustín Almodóvar - Petite Maman – Céline Sciamma és Bénédicte Couvreur |
| Legjobb animációs film | Legjobb brit animációs rövidfilm |
| - Encanto – Jared Bush és Byron Howard - A Mitchellék a gépek ellen – Mike Rianda - Luca – Enrico Casarosa - Menekülés – Jonas Poher Rasmussen | - Do Not Feed The Pigeons – Jordi Morera - Affairs Of The Art – Joanna Quinn, Les Mills - Night Of The Living Dread – Ida Melum, Danielle Goff, Laura Jayne Tunbridge, Hannah Kelso |
| Legjobb brit rövidfilm | Legjobb szereposztás |
| - The Black Cop – Cherish Oleka - Femme – Sam H. Freeman, Ng Choon Ping, Sam Ritzenberg, Hayley Williams - Stuffed – Theo Rhys, Joss Holden-Rea - The Palace – Jo Prichard - Three Meetings Of The Extraordinary Committee – Michael Woodward, Max Barron, Daniel Wheldon | - West Side Story – Cindy Tolan - Forráspont – Carolyn McLeod - Dűne – Francine Maisler - Isten keze – Massimo Appolloni és Annamaria Sambucco - Richard király – Rich Delia és Avy Kaufman |
| EE Rising Star Award (a közönség szavazata alapján) | |
| - Lashana Lynch - Ariana DeBose - Harris Dickinson - Millicent Simmonds - Kodi Smit-McPhee | |

## Többszörös jelölések és elismerések
| Jelölés | Díj | Magyar cím                 | Eredeti cím                   |
| ------- | --- | -------------------------- | ----------------------------- |
| 11      | 5   | Dűne                       | Dune                          |
| 8       | 2   | A kutya karmai közt        | The Power of the Dog          |
| 6       | 1   | Belfast                    | Belfast                       |
| 5       | 1   | Licorice Pizza             | Licorice Pizza                |
| 5       | 1   | Nincs idő meghalni         | No Time to Die                |
| 5       | 1   | West Side Story            | West Side Story               |
| 4       | 1   | Richard király             | King Richard                  |
| 4       | 1   | Szerelem után              | After Love                    |
| 4       | 0   | A látszat ára              | Passing                       |
| 4       | 0   | Forráspont                 | Boiling Point                 |
| 4       | 0   | Cyrano                     | Cyrano                        |
| 4       | 0   | Ne nézz fel!               | Don't Look Up                 |
| 3       | 2   | CODA                       | CODA                          |
| 3       | 1   | Vezess helyettem           | Doraibu mai ká                |
| 3       | 0   | A Francia Kiadás           | The French Dispatch           |
| 3       | 0   | A Gucci-ház                | House of Gucci                |
| 3       | 0   | Rémálmok sikátora          | Nightmare Alley               |
| 2       | 1   | Szörnyella                 | Cruella                       |
| 2       | 0   | A lélek nyara              | Summer of Soul …              |
| 2       | 0   | –––                        | Ali & Ava                     |
| 2       | 0   | A világ legrosszabb embere | The Worst Person in the World |
| 2       | 0   | Az élet Ricardóéknál       | Being the Ricardos            |
| 2       | 0   | Az elveszett lány          | The Lost Daughter             |
| 2       | 0   | Isten keze                 | The Hand of God               |
| 2       | 0   | Menekülés                  | Flee                          |
| 2       | 0   | Utolsó éjszaka a Sohóban   | Last Night in Soho            |